# Fabrizio Sceberras Testaferrata

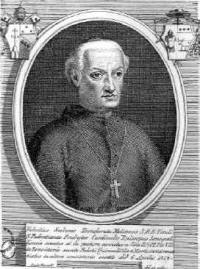
Fabrizio Kardinal Sceberras Testaferrata (Zeitgenössischer Porträtstich 1820)

Fabrizio Sceberras Testaferrata (maltesisch Fabrizio Xeberras; * 1. April 1757 in Valletta, Malta; † 3. August 1843 in Senigallia) war der erste maltesische Kardinal der Römischen Kirche.
Nach seiner Priesterweihe im Februar 1802 wurde er am 20. September desselben Jahres zum Titularerzbischof von Berytus ernannt. Die Bischofsweihe spendete ihm am 21. Dezember 1802 Giuseppe Maria Kardinal Doria Pamphilj; Mitkonsekratoren waren die Erzbischöfe Benedetto Fenaja CM, Titularerzbischof von Philippi, und Francesco Bertazzoli, Titularerzbischof von Edessa in Macedonia.
Er gehörte zum päpstlichen Diplomatencorps und war Mitglied der römischen Kurie. Testaferrata war von 1802 bis 1816 Nuntius in der Schweiz und 1815 Sekretär der Konsistorialkongregation.
Papst Pius VII. kreierte ihn am 8. März 1816 zum Kardinal in pectore, was im Juli 1817 publiziert wurde, und ernannte ihn am 6. April 1818 zum Bischof von Senigallia.
Testaferrata nahm am Konklave von 1823 teil, das Papst Leo XII. wählte. Er gehörte hierbei der pro-österreichischen Zelanti-Fraktion an. Weiterhin nahm er am Konklave von 1829 teil, das Papst Pius VIII. erwählte, und am Konklave von 1830/1831, aus dem Gregor XVI. als Papst hervorging.
Beigesetzt wurde er in der Kathedrale von Senigallia.
Erst am 18. Februar 2012 wurde mit Prosper Grech OSA wieder ein Malteser zum Kardinal der Römischen Kirche ernannt.